# Иво Танев
Иво Танев е български шоумен,певец и телевизионен водещ. Пее попфолк песни, най-известни от които са „Сто марки“ и „Аладин“.

## Биография
Роден е на 1 май 1966 г. в София. Завършил е класа по оперно пеене на Михаил Томашов. От 1990 г. взима участие като водещ и певец в забавни програми в много държави. През 1997 г. излиза албумът му „Да дойдеш, сине“. През 1999 г. издава албума си „Аладин“. Албумът съдържа 12 песни и е издаден от Ара Аудио-видео. В него са включените хитовете му „100 марки“ и „Аладин“. Иво Танев става по-известен с предаването Треска за злато, на което е водещ от 2002 до 2007. Занимава се със собствен бизнес в хотелската верига Рейнбоу Плаза. През 2011 е водещ на Стани милионер по Нова Телевизия, а от 2013 г. участва като ко-водещ в ток-шоуто „Сблъсък“ по TV7.
През 2014 г. участва във втория сезон на предаването Като две капки вода.
Участва във VIP Brother 7 през септември 2015 г.

## Дискография
- Да дойдеш сине (1997)
- 100 марки (1998)
- Аладин (1999)